# Servidor de fax
Os Servidores de Fax processam a entrada e a saída de documentos e os armazenam no servidor. Ele também pode ser integrado ao desktop, e-mail e servidor de impressão (multifuncionais) para melhorar a produtividade das organizações e agilidade, de tal modo que enviar um fax a partir de um computador seja tão fácil quanto imprimir.
O software pode gerar históricos de fax, adicionar códigos de faturamento, rotear documentos para grupos incomuns, individuais ou caixas de e-mail, fornecer folha de rosto, notificar fontes de fax para fax sobre IP (FoIP) entre outras funções.
A cada dia, recentes pesquisas certificam a necessidade de integração dos sistemas utilizados pelas empresas. Os servidores de fax atuais podem proporcionar essa vantagem, pois proporcionam facilmente integrações com importantes soluções empresariais como ERP, CRM, host, legacy e outros aplicativos de negócios para automatizar a entrega de documentos como ordens de compra, notas fiscais e  declarações. 

## Vantagens

### Redução de Custos
O servidor de fax elimina o trabalho manual, a impressão, a postagem, os equipamentos e os custos adicionais associados aos aparelhos de fax tradicionais, ocasionando uma economia significativa. Também reduz o número de linhas telefônicas e o custo das ligações com o roteamento das ligações telefônicas realizado pelo servidor de fax.

### Melhora da Produtividade
Fornecendo as potencialidades do fax a partir das estações de trabalho e do e-mail, assim como a automatização da entrega de documentos a partir das aplicações do backoffice, as companhias que implementam o servidor de fax reduzem os processos manuais e seu tempo de consumo. Os empregados não têm que desperdiçar o tempo em uma máquina de fax esperando para emitir ou receber documentos. Ao invés disso, podem convenientemente receber documentos de fax em suas estações de trabalho ou automaticamente nos aplicativos da empresa.

### Foco na Segurança e Confiabilidade
Servidores de fax integrando fax e capacidade de entrega de documentos com o aplicativo de sua empresa eliminam a necessidade de se preocupar com a perda de documentos ou fax esquecidos. 
Os usuários podem emitir e receber documentos diretamente de suas estações de trabalho e enviar grandes grupos de documentos, como notas fiscais e ordens de compra, diretamente dos aplicativos do backoffice. Também podem examinar as últimas características de segurança do computador e fornecer padrões de entrega para assegurar a confiabilidade do processo.

### Facilidade de Administração e Manutenção
O servidor de fax permite aos administradores consolidar os serviços de fax na rede evitando o desperdício de tempo com fax modem, linhas telefônicas ou máquinas de fax manuais. A centralização e as ferramentas de administração fáceis de usar simplificam o gerenciamento da solução.